# Новокузнецовка (Алтайский край)
Новокузнецовка — поселок в Змеиногорском районе Алтайского края, входит в состав Карамышевского сельсовета.

## История
Основан в 1856 г. В 1928 г. посёлок Кузнецовский состоял из 38 хозяйств, основное население — русские. В составе Карамышевского сельсовета Змеиногорского района Рубцовского округа Сибирского края.

## Население
| 1926 | 1997 | 1998 | 1999 | 2000 | 2001 | 2002 |
| ---- | ---- | ---- | ---- | ---- | ---- | ---- |
| 79   | ↗193 | ↘191 | ↗282 | ↘208 | ↘187 | ↘174 |
| 2003 | 2004 | 2005 | 2006 | 2007 | 2008 | 2009 |
| ↘170 | ↗172 | ↘157 | ↗158 | ↘136 | ↗145 | ↗149 |
| 2010 | 2011 | 2012 | 2013 |      |      |      |
| ↘116 | ↗118 | ↗122 | ↗125 |      |      |      |